# Mario Benzing
Mario Benzing (Como, 1896. december 7., – Milánó, 1958. november 29.) német származású olasz író és fordító.
Lausanne-i és londoni tanulmányai befejezése után Milánóban telepedett le. Az első világháború idején besorozták, a hadsereg egészségügyi alakulatának tagja lett, később pedig önkéntesként harcolt az Olasz Hadsereg híres 5. Alpin alakulatában. A harcokban megsebesült és hadikórházba került, ahol ismeretséget kötött Ernest Hemingway-jel, akit éppen akkor ápoltak Milánóban.
A két világháború között olaszul írt néhány novellát, illetve történelmi személyek – úgymint Messalina, Kleopátra, vagy a svéd Krisztina királyné – életrajzát. Sok kiadónak dolgozott, elsősorban mint angol, de mint német és francia irodalmi fordító is. Ekkoriban gyakran írta alá műveit Mario Benziként azért, mert az aktuális olasz törvények megkövetelték az olasz nevek használatát. Hét nemzet 45 írójának mintegy 80 könyvét fordította le élete során. Idejét nagyrészt Jack London, Joseph Conrad, Rudyard Kipling, Arthur Schnitzler, Lewis Carroll, E. T. A. Hoffmann, Ehm Welk, Herczeg Ferenc, P. G. Wodehouse, Edgar Allan Poe, Sigrid Undset, H. G. Wells, D. H. Lawrence könyveinek olaszra fordításának szentelte.

## Külső hivatkozások
- Az összes fordítás